# Sorus
En sorus (flertal: sori) kaldes på dansk en sporehushob eller sporehusgruppe, og er en ansamling af sporangier.
Hos svampe og laver, er sporehushoben omgivet af et ekstra ydre lag. Hos visse rødalger tager den form af en fordybning i thallus.
Hos bregner tager de form af en gullig eller brunlig ansamling ved kanten eller på undersiden af sporofyllen. Hos nogle arter er de beskyttet, mens de udvikles og modnes, af en vævshinde kaldet indusium. Hos nogle arter er dette kraftigt og markant, hos andre svagt og forsvinder hurtigt og hos atter andre arter mangler det helt.
Hos Padderokplanter og Ulvefodsplanter sidder sporangierne oftest skjult i strobili.
Sporehushobe optræder på sporofytten og sporangierne producerer haploide sporer ved meiose. Når sporerne modnes bortfalder eller opløses indusiet. Sporangiet brister til sidst og sporerne frigøres.
Formen, gupperingen og placeringen af sori er ofte vigtige faktorer når det gælder indentifikation af forskellige bregne-arter. Sori kan være runde eller linjeformede. De kan sidde i rækker eller andre mønstre. Fraværet af og/eller formen af indusiet er også en vigtig indentifikations-faktor.

## Galleri
- Spredte sori
- linjeformede sori
- Sori der dækker hele undersiden af et blad
- Bregne-sori med umodne sporangier
- Runde sori med modne sporangier
- Sori med indusium på forskellige stadier